# NGC 5513
NGC 5513 este o galaxie lenticulară situată în constelația Boarul. A fost descoperită în 20 aprilie 1792 de către William Herschel.